# Matejovce nad Hornádom
Matejovce nad Hornádom este o comună slovacă, aflată în districtul Spišská Nová Ves din regiunea Košice. Localitatea se află la altitudinea de 423 m deasupra n.m., se întinde pe o suprafață de 3,62 km2 și în 2017 număra 507 locuitori.

## Istoric
Localitatea Matejovce nad Hornádom este atestată documentar din 1320.

## Demografie
| An:                | 1994 | 2004   | 2014   | 2024   |
| ------------------ | ---- | ------ | ------ | ------ |
| Număr de persoane: | 454  | 487    | 530    | 561    |
| Diferență:         |      | +7,26% | +8,82% | +5,84% |

| An:                | 2023 | 2024   |
| ------------------ | ---- | ------ |
| Număr de persoane: | 548  | 561    |
| Diferență:         |      | +2,37% |